# Třída Diciotti
Třída Diciotti je třída oceánských hlídkových lodí italské pobřežní stráže. Pro Itálii bylo postaveno šest jednotek této třídy ve verzích Saettia Mk1 a Mk2, přičemž další lodě byly postaveny na export. Pro Maltu byla postavena hlídková loď P61 ve verzi Saettia Mk3, pro irácké námořnictvo byly postaveny čtyři jednotky ve verzi Saettia Mk4. Z konstrukce této třídy vycházejí rovněž dva raketové čluny námořnictva SAE třídy Falaj 2.

## Pozadí vzniku
Hlídkové lodě této třídy staví italské loděnice Fincantieri.
Jednotky třídy Diciotti:
| Jméno                     | Uživatel | Uvedena do služby | Poznámka       |
| ------------------------- | -------- | ----------------- | -------------- |
| Saettia (CP 901)          | Itálie   | 1999              | aktivní        |
| Ubaldo Diciotti (CP 902)  | Itálie   | 2002              | prodána Panamě |
| Luigi Dattilo (CP 903)    | Itálie   | 2002              | prodána Panamě |
| Michele Fiorillo (CP 904) | Itálie   | 2003              | aktivní        |
| Alfredo Peluso (CP 905)   | Itálie   | 2003              | aktivní        |
| Oreste Corsi (CP 906)     | Itálie   | 2004              | aktivní        |
| (P61)                     | Malta    | 4. listopadu 2005 | aktivní        |
| Fateh (701)               | Irák     | 3. května 2009    | aktivní        |
| Nasir (702)               | Irák     | 8. října 2009     | aktivní        |
| Majed (703)               | Irák     | 16. prosince 2009 | aktivní        |
| Shimookh (704)            | Irák     |                   | aktivní        |

## Konstrukce

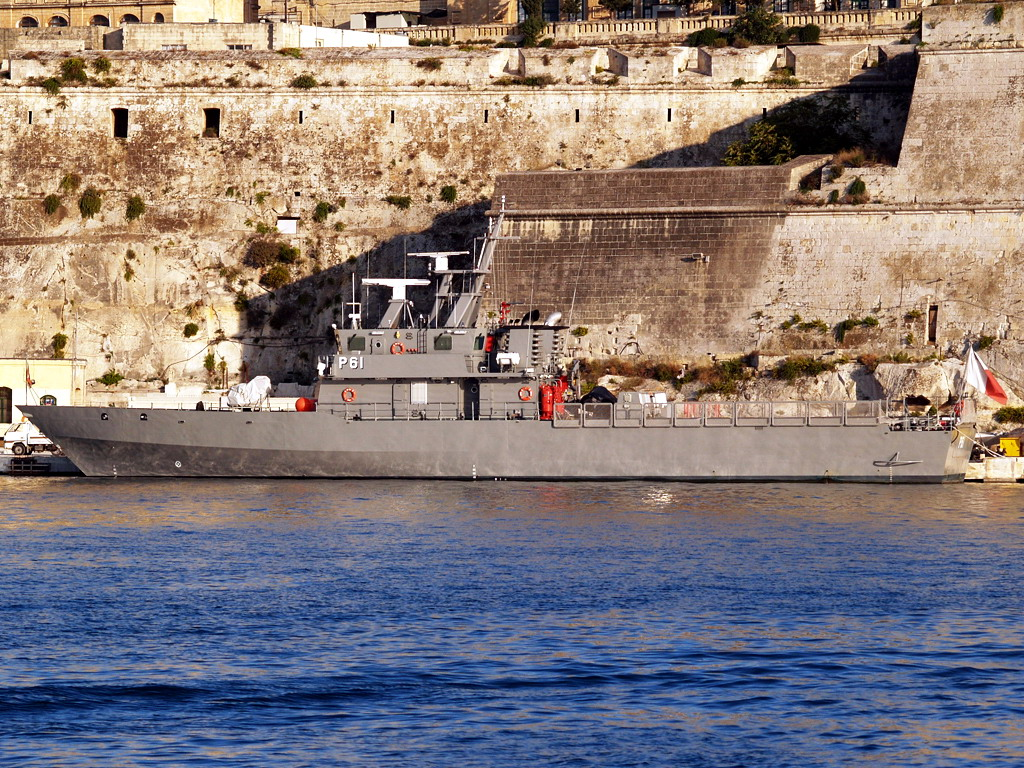
Maltská hlídková loď P61

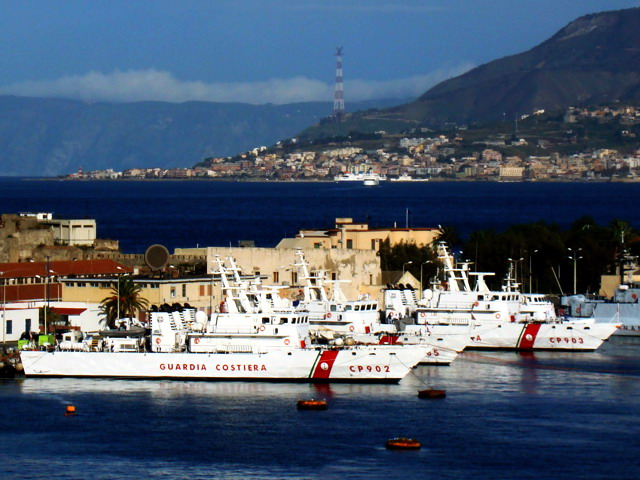
Italské lodě třídy Diciotti

Plavidla verze Saettia Mk4 mají dva navigační vyhledávací radary. Jejich výzbroj tvoří jeden 30mm kanón a dva kulomety. Na zádi nesou desetimetrový inspekční člun RHIB a jeden menší pětimetrový člun. Pohonný systém tvoří dva diesely Isotta Fraschini V1716T2MSD, každý o výkonu 2360 kW, pohánějící dva lodní šrouby. Zdrojem energie jsou tři diesel-generátory Isotta Fraschini L1306T3ME, každý o výkonu 220 kW. Nejvyšší rychlost dosahuje 20 uzlů. Dosah je 3000 námořních mil.

## Zahraniční uživatelé

### Malta
Ozbrojené síly Malty získaly hlídkovou loď P61 typu Saettia Mk3 jako náhradu za hlídkové lodě původně východoněmecké třídy Kondor.

### Irácké námořnictvo
Zakázka na stavbu čtyř hlídkových lodí typu Saettia Mk4 ze září 2006 je součástí obnovy iráckého námořnictva prakticky zcela zničeného za války v Zálivu. Plavidla slouží především k hlídkování, ochraně ložisek nerostů a záchranným misím. Dodání plavidel bylo naplánováno na roky 2009–2010.